# 聖路易拉埃拉杜拉
聖路易拉埃拉杜拉（西班牙語：San Luis La Herradura），是薩爾瓦多的城鎮，位於該國南部，由拉巴斯省負責管轄，面積65.96平方公里，海拔高度45米，2007年人口20,405，人口密度每平方公里309.35人。
13°39′N 88°56′W / 13.650°N 88.933°W